# Red Ventures
Red Ventures是一家專職於「集合市場分析」的美國媒體公司，總部位於南卡罗来纳州印第安兰。Red Ventures旗下擁有多家新聞、建議和評論網站，他是Giant Bomb、孤獨星球、CNET、ZDNet、TV Guide、Metacritic、GameSpot、GameFAQs、The Points Guy、Chowhound、Healthline以及Bankrate的所有者。

## 外部連結
- 官方网站